# نورمان كروكس
نورمان كروكس هو سياسي أمريكي، ولد في 28 مايو 1917، وتوفي في 20 أكتوبر 1989.